# Futebol nos Jogos Pan-Americanos de 2015 - Feminino
O torneio feminino de futebol nos Jogos Pan-Americanos de 2015 foi disputado entre 11 e 25 de julho no Estádio Pan-Americano de Futebol, em Hamilton. Oito equipes participaram do evento.

## Medalhistas
|  | BRA Brasil |  | COL Colômbia |  | MEX México |
|  | Luciana Fabiana Mônica Rafaelle Thaisa Tamires Maurine Formiga Andressa Alves Andressa Machry Cristiane Bárbara Poliana Érika Gabi Zanotti Darlene Raquel Géssica |  | Paula Forero Isabella Echeverri Natalia Gaitán Diana Ospina Daniela Montoya Ingrid Vidal Mildrey Pineda Oriánica Velásquez Catalina Usme Sandra Sepúlveda Ángela Clavijo Nataly Arias Tatiana Ariza Carolina Arias Leicy Santos Stefany Castaño |  | Cecilia Santiago Kenti Robles Christina Murillo Greta Espinoza Valeria Miranda Jennifer Ruiz Nayeli Rangel Teresa Noyola Nancy Antonio Stephany Mayor Mónica Ocampo Pamela Tajonar Bianca Sierra Arianna Romero Mónica Alvarado Fabiola Ibarra Verónica Pérez María Sánchez |

## Formato
As oito equipes classificadas foram divididas em dois grupos de quatro equipes. Cada equipe enfrentou as outras equipes do mesmo grupo, totalizando três jogos. As duas primeiras colocadas de cada grupo classificaram-se as semifinais, onde as vencedores disputaram a final e as perdedoras a medalha de bronze.

## Qualificação
| Método                                                                                   | Data                      | Vagas | Qualificados                      |
| ---------------------------------------------------------------------------------------- | ------------------------- | ----- | --------------------------------- |
| Anfitrião                                                                                | –                         | 1     | Canadá                            |
| Classificada automaticamente                                                             | –                         | 1     | México                            |
| Vencedora dos play-offs da zona centro-americana nas eliminatórias da Copa Ouro Feminina | 20–26 de maio de 2014     | 1     | Costa Rica                        |
| Copa do Caribe Feminina                                                                  | 19–26 de agosto de 2014   | 1     | Trinidad e Tobago                 |
| Campeonato Sul-Americano Feminino                                                        | 11–28 de setembro de 2014 | 4     | Brasil Colômbia Equador Argentina |
| TOTAL                                                                                    |                           | 8     | ——                                |

## Primeira fase
Todas as partidas seguem o fuso horário local (UTC−4).

### Grupo A
| Seleção               | P | J | V | E | D | GP | GC | SG |
| --------------------- | - | - | - | - | - | -- | -- | -- |
| COL Colômbia          | 7 | 3 | 2 | 1 | 0 | 4  | 1  | +3 |
| MEX México            | 6 | 3 | 2 | 0 | 1 | 6  | 3  | +3 |
| TTO Trinidad e Tobago | 2 | 3 | 0 | 2 | 1 | 4  | 6  | –2 |
| ARG Argentina         | 1 | 3 | 0 | 1 | 2 | 3  | 7  | –4 |

| 11 de julho | México | 0 – 1     | Colômbia | Estádio Pan-Americano de Futebol, Hamilton |
| 11:00       |        | Relatório | Usme 65' | Árbitro: GUY Maurees Skeete                |

| 11 de julho | Argentina                     | 2 – 2     | Trinidad e Tobago              | Estádio Pan-Americano de Futebol, Hamilton |
| 14:00       | Larroquette 52' · Potassa 88' | Relatório | Shade 59' · Atthin-Johnson 90' | Árbitro: ESA Mirian León                   |

| 14 de julho | Argentina      | 1 – 3     | México                            | Estádio Pan-Americano de Futebol, Hamilton |
| 17:30       | Bonsegundo 82' | Relatório | Noyola 1' · Rangel 73' · Ruiz 76' | Árbitro: CRC Marianela Cruz                |

| 14 de julho | Colômbia | 1 – 1     | Trinidad e Tobago | Estádio Pan-Americano de Futebol, Hamilton |
| 20:30       | Vidal 4' | Relatório | Cordner 87'       | Árbitro: CAN Marie-Soleil Beaudoin         |

| 18 de julho | Trinidad e Tobago | 1 – 3     | México                      | Estádio Pan-Americano de Futebol, Hamilton |
| 17:30       | Shade 51' (pen)   | Relatório | Mayor 28', 45' · Ocampo 70' | Árbitro: ESA Mirian León                   |

| 18 de julho | Argentina | 0 – 2     | Colômbia             | Estádio Pan-Americano de Futebol, Hamilton |
| 20:30       |           | Relatório | Arias 44' · Usme 51' | Árbitro: MEX Alondra Arellano              |

### Grupo B
| Seleção        | P | J | V | E | D | GP | GC | SG  |
| -------------- | - | - | - | - | - | -- | -- | --- |
| BRA Brasil     | 9 | 3 | 3 | 0 | 0 | 12 | 1  | +11 |
| CAN Canadá     | 3 | 3 | 1 | 0 | 2 | 5  | 6  | –1  |
| CRC Costa Rica | 3 | 3 | 1 | 0 | 2 | 2  | 5  | –3  |
| ECU Equador    | 3 | 3 | 1 | 0 | 2 | 5  | 12 | –7  |

| 11 de julho | Costa Rica | 0 – 3     | Brasil                                | Estádio Pan-Americano de Futebol, Hamilton |
| 19:00       |            | Relatório | Raquel 14' · Thaisa 34' · Formiga 90' | Árbitro: USA Ekaterina Koroleva            |

| 11 de julho | Canadá                                             | 5 – 2     | Equador          | Estádio Pan-Americano de Futebol, Hamilton |
| 21:00       | Beckie 12', 77' · Zadorsky 44', 48' · Fletcher 79' | Relatório | Moreira 29', 90' | Árbitro: MEX Alondra Arellano              |

| 15 de julho | Brasil                                                       | 7 – 1     | Equador     | Estádio Pan-Americano de Futebol, Hamilton |
| 17:30       | Mônica 17' · Cristiane 41', 55', 67', 70', 78' · Maurine 84' | Relatório | Pesántes 5' | Árbitro: BAR Gillian Martindale            |

| 15 de julho | Costa Rica                | 2 – 0     | Canadá | Estádio Pan-Americano de Futebol, Hamilton |
| 20:30       | Cruz 60' · Villalobos 74' | Relatório |        | Árbitro: NCA Tatiana Guzmán                |

| 19 de julho | Equador         | 2 – 0     | Costa Rica | Estádio Pan-Americano de Futebol, Hamilton |
| 17:30       | Real 10', 90+1' | Relatório |            | Árbitro: JAM Cardella Samuels              |

| 19 de julho | Canadá | 0 – 2     | Brasil                             | Estádio Pan-Americano de Futebol, Hamilton |
| 20:30       |        | Relatório | Andressa Alves 55' · Cristiane 87' | Árbitro: USA Ekaterina Koroleva            |

## Fase final
|  | Semifinais          | Semifinais          |   |                     | Medalha de ouro     | Medalha de ouro |  |
|  |                     |                     |   |                     |                     |                 |  |
|  | 22 de julho – 17:35 |                     |   |                     |                     |                 |  |
|  | Brasil              | 4                   |   |                     |                     |                 |  |
|  | México              | 2                   |   |                     |                     |                 |  |
|  |                     |                     |   |                     |                     |                 |  |
|  |                     |                     |   |                     | 25 de julho – 18:35 |                 |  |
|  |                     |                     |   |                     | Brasil              | 4               |  |
|  |                     | Colômbia            | 0 |                     |                     |                 |  |
|  |                     |                     |   |                     |                     |                 |  |
|  |                     |                     |   |                     |                     |                 |  |
|  |                     |                     |   |                     | Medalha de bronze   |                 |  |
|  | 22 de julho – 20:35 | 22 de julho – 20:35 |   | 24 de julho – 20:35 | 24 de julho – 20:35 |                 |  |
|  | Colômbia            | 1                   |   | México              | 2                   |                 |  |
|  | Canadá              | 0                   |   |                     | Canadá              | 1               |  |

### Semifinais
| 22 de julho | Brasil                                                 | 4 – 2     | México                          | Estádio Pan-Americano de Futebol, Hamilton |
| 17:35       | Cristiane 4' · Rafaelle 45+1', 73' · Romero 46' (g.c.) | Relatório | Fabiana 25' (g.c.) · Rangel 70' | Árbitro: CAN Marie-Soleil Beaudoin         |

| 22 de julho | Colômbia   | 1 – 0     | Canadá | Estádio Pan-Americano de Futebol, Hamilton |
| 20:35       | Ospina 29' | Relatório |        | Árbitro: ESA Mirian León                   |

### Disputa pelo bronze
| 24 de julho | México                 | 2 – 1     | Canadá            | Estádio Pan-Americano de Futebol, Hamilton |
| 20:35       | Ocampo 29' · Mayor 37' | Relatório | Fleming 88' (pen) | Árbitro: USA Ekaterina Koroleva            |

### Final
| 25 de julho | Brasil                                                        | 4 – 0     | Colômbia | Estádio Pan-Americano de Futebol, Hamilton |
| 18:35       | Formiga 7' · Maurine 75' · Andressa Alves 86' · Fabiana 90+3' | Relatório |          | Árbitro: ESA Mirian León                   |

## Premiação
| Campeão Pan-Americano de 2015 |
| ----------------------------- |
| Brasil (3º título)            |

## Classificação final
| Pos.              | Equipe                | Campanha | Campanha | Campanha | Campanha | Campanha | Campanha |
| Pos.              | Equipe                | V        | E        | D        | GP       | GC       | SG       |
| ----------------- | --------------------- | -------- | -------- | -------- | -------- | -------- | -------- |
| Medalha de ouro   | BRA Brasil            | 5        | 0        | 0        | 20       | 3        | +17      |
| Medalha de prata  | COL Colômbia          | 3        | 1        | 1        | 5        | 5        | 0        |
| Medalha de bronze | MEX México            | 3        | 0        | 2        | 10       | 8        | +2       |
| 4                 | CAN Canadá            | 1        | 0        | 4        | 6        | 9        | –3       |
| 5                 | CRC Costa Rica        | 1        | 0        | 2        | 2        | 5        | –3       |
| 6                 | ECU Equador           | 1        | 0        | 2        | 5        | 12       | –7       |
| 7                 | TTO Trinidad e Tobago | 0        | 2        | 1        | 4        | 6        | –2       |
| 8                 | ARG Argentina         | 0        | 1        | 2        | 3        | 7        | –4       |

- Brasil
- Colômbia
- México

## Artilharia
| 7 gols (1) - BRA Cristiane 3 gols (1) - MEX Stephany Mayor 2 gols (12) - BRA Andressa Alves - BRA Formiga - BRA Maurine - BRA Rafaelle - CAN Janine Beckie - CAN Shelina Zadorsky - COL Catalina Usme - ECU Ligia Moreira - ECU Kerlly Real - MEX Mónica Ocampo - MEX Nayeli Rangel - TTO Mariah Shade | 1 gol (19) - ARG María Belén Potassa - ARG Mariana Larroquette - ARG Florencia Bonsegundo - BRA Fabiana - BRA Mônica - BRA Raquel - BRA Thaisa - CAN Emma Fletcher - CAN Jessie Fleming - COL Diana Ospina - COL Ingrid Vidal - COL Nataly Arias | 1 gol (continuação) - CRC Karla Villalobos - CRC Shirley Cruz - ECU Denise Pesántes - MEX Jennifer Ruiz - MEX Teresa Noyola - TTO Kennya Cordner - TTO Maylee Atthin-Johnson Gols contra (2) - BRA Fabiana (para o México) - MEX Arianna Romero (para o Brasil) |